# Срібний перетин
Срібний пере́тин — константа, що відбиває геометричне співвідношення, яке вирізняється певною естетичністю; на відміну від золотого перетину, за алюзією з яким його названо, не має загальноприйнятого означення та позначення.
С. п. — ірраціональне алгебраїчне число, яке дорівнює приблизно 2,41 або точно {\displaystyle 1+{\sqrt {2}}}.
Найбільш послідовним[джерело?] означенням є таке:
| Дві величини перебувають у С. п., якщо відношення суми меншої та подвоєної більшої величин до більшої величини таке саме, як і більшої до меншої величини. |

## Історична довідка
Принаймні останнім часом[коли?], деякі мистці вважають це відношення «красивим», можливо, спираючись на теорію динамічних прямокутників Джея Гембриджа. Математики досліджували С. п. ще в древній Греції (хоча така назва, можливо, з'явилася нещодавно) через його зв'язок із квадратним коренем з 2, ланцюговими дробами, квадратними трикутними числами, числами Пелля, восьмикутником тощо.

## Алгебраїчний зміст
Позначимо С. п. через {\displaystyle \delta _{S}}, тоді:
{\displaystyle \delta _{S}={\frac {b+2a}{a}}={\frac {a}{b}}\,}.
Це рівняння має єдиний додатний корінь.
{\displaystyle \delta _{S}={1+{\sqrt {2}}}\approx 2.41\ldots } (послідовність A014176 з Онлайн енциклопедії послідовностей цілих чисел, OEIS)
На рисунку праворуч відображено геометричне доведення, що корінь з двох — ірраціональний. Враховуючи, що {\displaystyle n=1} і {\displaystyle m={\sqrt {2}}}, маємо: {\displaystyle {\frac {AB}{BE}}={\frac {AC}{FC}}=\delta _{S}}.

## Формули
- {\displaystyle \delta _{S}=1+{\sqrt {2}}\approx 2{,}414\,213\,562\,373\,095\,048\,801\,688\,724\,210}. Це випливає з {\displaystyle (\delta _{S}-1)^{2}=2\,.}

- {\displaystyle \delta _{S}=[2;2,2,2,\dots ]} — у вигляді ланцюгового дробу:

{\displaystyle \delta _{S}=2+{\cfrac {1}{2+{\cfrac {1}{2+{\cfrac {1}{2+\ddots }}}}}}\,.}
Послідовні наближення цього безперервного дробу (2/1, 5/2, 12/5, 29/12, 70/29, …) є відносинами послідовних чисел Пелля. Ці дроби дають хороші раціональні апроксимації срібного перетину, аналогічне тому, що золотий перетин наближається відношенням послідовних чисел Фібоначчі.

## Інші визначення
Існують інші визначення «срібного перетину».
Наприклад, відштовхуючись від визначення золотого перетину через ланцюгову дріб, срібними називають будь-які ланцюгові дроби, у яких знаменники постійні:
{\displaystyle [n;n,n,n,\dots ]}.
Для використання у відсотковому розподілі використовується відношення, близьке до однієї з вищевказаних підхожих дробів, — «71/29» (в сумі дають 100).
Також зустрічається визначення срібного перетину: відношення цілого відрізка до меншого як довжини окружності до діаметра, тобто Пі. Особливо цим захоплюється поет, письменник і дослідник старовини Андрій Чернов (див. бібліографію).
|  | Іншими словами, треба розгорнути окружність у відрізок прямої, а потім відкласти з будь-якого кінця діаметр окружності. Якщо «золото» — проста геометрична симетрія і спосіб гармонізації прямого, «срібло» — гармонія, яка зіставляє пряме і кругле. |

Так, він припускає, що саме в срібному перетині розбиваються частини деяких літературних творів: «Мідний вершник» О. С. Пушкіна та «Слово о полку Ігоревім». Також щодо розмаху рук людини до його росту Чернов бачить число {\displaystyle {\frac {2\Phi }{\pi }}=1{,}03\dots }, де Φ — золотий перетин.